# Sîn-šumu-līšir
Sîn-šumu-līšir war im Jahr 627 v. Chr. einige Monate König von Assyrien und Babylonien. Nachdem seine Vorgänger Aššur-etil-ilani (Assyrien) und Kandalanu (Babylonien) etwa zeitgleich starben, übernahm Sîn-šumu-līšir die Herrschaft.
Ob er am Tod seiner Vorgänger beteiligt war, ist nicht geklärt. In der babylonischen Chronik von Uruk wird er als „König von Babylonien“ geführt. Seine dortige Regierungszeit betrug mit der seines Nachfolgers Sîn-šarru-iškun nur insgesamt ein Jahr, weshalb er nur einige Monate auf dem babylonischen Thron verweilt haben kann.